# SetzeVents Editorial
SetzeVents Editorial era una editorial amb seu a Urús (Cerdanya). Va néixer l'any 2008 amb la intenció de donar sortida a literatura en llengua catalana. Al seu catàleg, compta amb set col·leccions (que inclouen poesia, narrativa, assaig i infantil). Manel Subirats i Eva Rodríguez n'eren els editors.
La presentació de l'entitat diu que l'editorial, creada com a societat limitada, «ha estat creat amb la finalitat d'oferir una eina útil per als autors». SetzeVents és en mans dels autors; això vol dir que es gestiona el procés de la publicació i de la venda però els autors no perden la propietat industrial.
El màrqueting està basat en una xarxa d'escriptors que utilitzen mitjans de divulgació com la ràdio, la premsa i esdeveniments públics. Els llibres de l'editorial es van distribuir inicialment a través de la Xarxa de Biblioteques i Bibliobús de la Generalitat de Catalunya, als Ateneus de Catalunya i els Bars de Rotllo. Després, els punts de venda es van ampliar per les llibreries de Catalunya. A més, una botiga en línia permet la compra d'exemplars de les obres tant a particulars com a llibreters.
Entre els autors que han publicat a SetzeVents hi ha Ricard Jordi Buch i Oliver, Pere Cabra, Jordi Canals, Klaus Ebner, Jaume Fuster Alzina, Joan González Pons, Josep Mèlich, Ramon-Bernat Mestres, Eduard Miralta Seix, Marta Pérez i Sierra i Joan Roca i Casals.
L'editorial va publicar el novembre del 2011 una antologia d'uns 70 poetes catalans vinculada amb les protestes del 2011 a les places contra les retallades, i que s'anomena Ningú no ens representa. Poetes emprenyats.